# Campanula crassipes
Campanula crassipes là loài thực vật có hoa trong họ Hoa chuông. Loài này được Heuff. mô tả khoa học đầu tiên năm 1858.